# أسعد ذبيان
أسعد ذبيان هو شاعر وصحفي ومدوّن وكاتب لبناني، كما أنه خبيرٌ في مجال الإعلام والتسويق الإلكتروني. يعملُ أسعد في حقل التدريب وتقديم الاستشارات في مجال الإعلام والتسويق الإلكترونيين، كما يعملُ مع العديد من الجمعيات المدنية غير الحكومية والمبادرات الشبابية في لبنان والعالم، فضلًا عن كتابة مقالات لعددٍ من المواقع على الإنترنت.

## الحياة المُبكّرة
وُلد أسع ذبيان في لبنان وهناك درس وترعرع. توجّه نحو الشعر في الوقت الذي تخصَّص فيه في الصحافة. انتقل في وقتٍ ما للتدوين والكتابة تزامنًا مع عملهِ مجال الإعلام والتسويق الإلكتروني. أسَّسَ أسعد مدونتهُ «خربشات بيروتية» وهي المدونة التي رشحتها مجلة ألمانية لجائزة أفضل مدونة عربية للعام 2010. كان أسعد ذبيان يحلمُ وهو صغيرًا بأن يُصبح طيارًا ثم ظابطًا في الجيش إلا أن الظروف قادته إلى كلية الإعلام.

## المسيرة المهنيّة
شاركَ أسعد ذبيان في فيلم «74» للمخرجين رانيا ورائد الرافعي، ثمّ أنتج ومثّل في عدة أفلام قصيرة. اقتحمَ عالم الكتابة والتأليف والنشر مبكّرًا فأصدر ديوانًا شعريًا أولًا بعنوان «اللهو أكبر»، ثمّ حاز على جائزة مؤتمر «عرب نت» لأفضل فكرة تسويقية للعام 2013. اعتُبر ذبيان في آب/أغسطس 2015يان أهم الناشطين المنظمين للحملة الأهلية «#طلعت_ريحتكم».
برز أسعد ذبيان في عام 2015 ضمن شباب التحرك المدني وسُرعان ما أصبح ناشطًا بارزًا في حركة «طلعت ريحتكم». بدأ أسعد – وهو ضمن الحركة – يتحدث عن مواضيع تهمُّ الطفولة، المال المنهوب، كما نظَّم تجمعات وتظاهرات حاول فيها وآخرين دعوة شباب الحراك إلى الاستمرار في التظاهر.

## آراء
يعتبرُ ذبيان، – أحد مؤسسي مجموعة «طلعت ريحتكم» – أنّه لا يُمكن فصل أي حدث سياسي عن ماضيه، وكل شخص نشط منذ بداية الحراك كان ناشطًا من قبل، كما يرى أنّ النزول الكثيف إلى الشارع حينها كان ناتجًا في كثير من الأحيان من حرقة قلب متراكمة من النظام الموجود. قاد أسعد وآخرين تحركات وُصفت بالجريئة والخلّاقة رغم كلّ المشاكل التنظيمية التي عانت منها المجموعة. يدعمُ أسعد تعبير الناس عن أنفسهم بالطريقة التي يريدونها، ويرى كذلك أنّ افتقاد الحراك في لبنان إلى هويّة واحدة، بسبب تعدّد مجموعاته، أثّر سلبًا وخاصّة عند اتخاذ القرارات.
يعتبرُ ذبيان أيضًا أنّ المواجهة مع السلطة أبرزت غباءها في بعض الأحيان، خصوصًا في العنف الذي استُخدم ضد المتظاهرين (يقصدُ إطلاق الرصاص في 22 آب/أغسطس 2016)، إلّا أنّه لا ينفي أنّ السلطة كانت أذكى من الحراك في مرات كثيرة أخرى. جديرٌ بالذكر هنا أنّ ذبيان اتُهم بعددٍ من الاتهامات بما في ذلك الإساءة إلى الدين المسيحي واتهام الحراك الذي يقوده بالتستر على أعضاء من تنظيم الدولة الإسلامية (داعش).
في منحى آخر، وعن سبب تسمية ديوانه ودلالته يقول ذبيان: «اللهو أكبر هو كتابٌ يتضمَّن قصائد فلسفيّة تتحدّث عن أقانيم الزمان والمكان وعن الإنسان وعن التوق للتحرر منها، ومن القيود التي يفرضها المجتمع وتفرضها اللغة ويفرضها الوقت .. أمّا أين؟ فهي قصائد كُتبت في العديد من الدول من ضمنها بيروت، إسطنبول، القاهرة، ستوكهولم، تونس، باريس، وغيرها.. في حين أنّ الـ”متى؟! فهي على مدى أربعة أعوام.» يرى أسعد أنه عندما خرج ملايين العرب ليهتفوا الله أكبر من أجل تحرير الوطن، والأنظمة، والسياسة، والبلا، قلّة قليلة منهم كان يهمّها تحرير النفس من عبوديّة الطائفة، والدين، الأيديولوجيا، والمجتمع، والقبيلة وكان هذا السبب الرئيسي وراء تلك التسميّة. يُؤكّد ذبيان أسعد أنَّ الكتابة هي تعبير عمّا في داخل عقله وأنها ليست الغاية، إنّما وسيلة، ويُؤكّد أيضًا على أنه لا يكتبُ لينشر الكتب أو ليُصبح كاتبًا أم شاعرًا، بل أنا ليتحرر ويتخلص من فكرة أو صورة تطارده.

## قائمة أعماله
هذه قائمةٌ بأبرز أعمال الكاتب والصحفي والناشط اللبناني أسعد ذبيان:
- اللهو أكبر[19][20]
- الحطيئة أوس بن جرول العبسي[21][22]
- اختاري أنت العنوان[23][24]